# La Dame à l'éventail
Pour les articles homonymes, voir La Femme à l'éventail et Éventail (homonymie).
Ne doit pas être confondu avec La Dame à l'éventail (Sánchez Coello).
La Dame à l'éventail (La dama del abanico) est une huile sur toile de Diego Velázquez peinte vers 1635. La documentation sur la toile commence au XIXe siècle alors qu'elle était dans la collection de Lucien Bonaparte. Elle est mise en vente à Londres en 1815 et acquise par Alexandre Aguado, marquis de las Marismas. Elle retourne en salle des ventes à Paris en 1843 et fut achetée par James de Rothschild. Elle intégra en 1872 la collection de Richard Wallace de Hertfort House et est exposée aujourd'hui dans la Collection Wallace de Londres (Manchester Square).

## Histoire
Les experts ne sont pas d'accord sur l'identité de la dame qui est représentée. Pour Lafuente Ferrari et d'autres, ce pourrait être Francisca Velázquez, la fille du peintre. C'est une hypothèse écartée par José López-Rey. En 2006, une étude de la restauratrice britannique Zahira Veliz Bomford l'assimila à Marie de Rohan-Montbazon, duchesse de Chevreuse, une noble française qui fuit la France pour l'Espagne. Elle se base sur une carte de janvier 1638 dans laquelle était précisé que Vélasquez peignait cette duchesse « qui est en tout d'une grande modestie, et Diego Vélasquez est maintenant en train de la peindre avec l'air et le costume français ».
Certaines critiques ont été surprises par le décolleté qui illumine la dame, et ont affirmé qu'il s'agirait d'un des portraits les plus audacieux et sensuels du peintre, bien qu'il soit couvert d'un ample voile noir qui enserre les épaules, des gants blancs et un rosaire d'or à la main gauche. La sensualité de ce décolleté contraste avec les habitudes sévères des dames de la cour d'Espagne, liées à la modestie exigée par la morale et les lois contre le luxe et les excès dictés par Philippe IV.

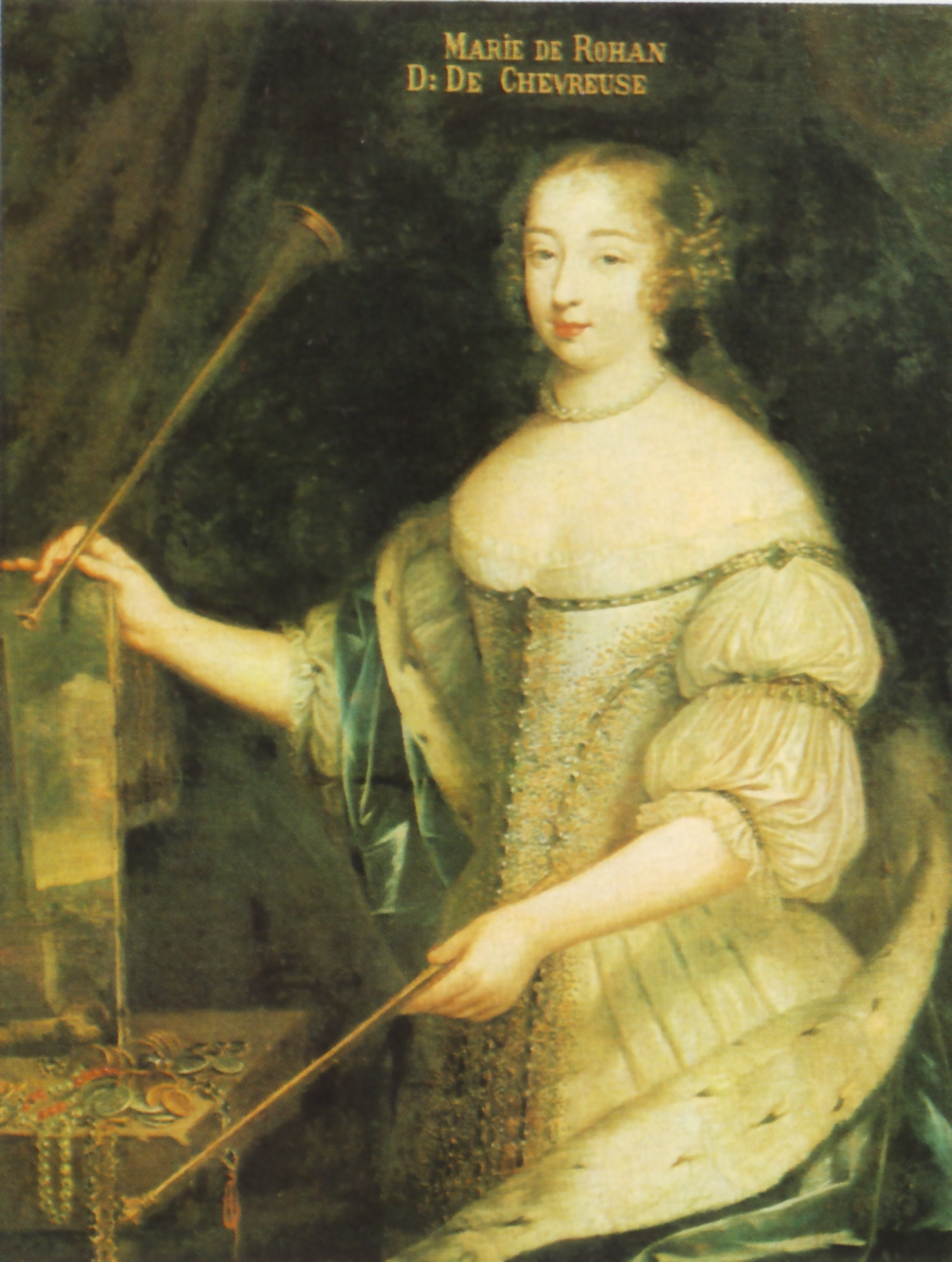
Portrait de Marie de Rohan-Montbazon, duchesse de Chevreuse. L'identification de la dame à l'éventail avec cette duchesse est discutée à la comparaison d'autres portraits de cette dame.

José López-Rey oppose à cette interprétation que le premier décret par lequel il fut interdit que les dames espagnoles employassent des vêtements indécents — dont les décolletés— fut édicté en 1639, et son efficacité peut être mise en doute puisqu'il fut republié en 1649 et 1657 Jonathan Brown attribue le décolleté à la mode française introduite à Madrid par la duchesse et rappelle l'interdiction de 1639 (qu'il prend comme date limite pour l'exécution du portrait). Pour lui, « l'air de sensualité voilée » est contrecarrée par la « chaste intention» que révèle le rosaire et la médaille religieuse qui pend au ruban bleu, de façon que « la beauté et la piété s'unissent ainsi directement dans ce portrait magistral ».
L'usage de larges décolletés est attesté également par de nombreuses sources littéraires. Ainsi le capitaine Francisco Santos dans sa nouvelle Los Gigantones de Madrid por defuera, fait allusion à des dames de la cour vêtues « avec un habit si malhonnête que réellement elles me semblent des prostituées ; avec tant de parures et si dévergondée que le plus profond de mon entendement ne le permet pas (...) en plus d'être découvert jusqu'à mi-épaule, avec des costumes extrêmement coûteux ». Les décolletés étaient des préoccupations constantes pour les moralistes qui écrivirent des livres spécialement destinés à condamner les modes « malhonnêtes », comme le père Galindo, qui titra son livre « Vérité morales par lesquelles on réprimande et condamne les habits vains, superflus et profanes, avec d'autres vices et abus qui s'utilisent aujourd'hui, majoritairement les décolletés malhonnêtes des femmes ».
Mais il ne manqua pas de défenseurs de ces vêtements, alléguant que leur usage n'était pas immoral, mais une mode, comme le soutient un certain Godoy dans un livre édité à Séville en 1684 : Brève remarque sur certains poncifs contre les costumes, que les femmes d'Espagne portent sans autre fin que celle d'y être habituées.
La toile a été mise en relation avec le « portrait d'une femme de beauté supérieure » dont l'identité n'est pas connue. Elle est citée par Antonio Palomino et le poète Gabriel Bocángel lui dédia une épigramme publié en 1637 avec La lire des Muses :
| Espagnol | Français |
| --- | -------- |
| Llegaste los soberanos Ojos de Lisi a imitar, Tal, que pudiste engañar Nuestros ojos, nuestras manos. Ofendiste su belleza, Silvio, a todas desigual. Porque tú la diste igual Y no la naturaleza. |          |

Fernando Marías, de son côté, trouve dans ce portrait une dame décolletée « à la mode française » un caractère plus intime que celui montré sur d'autres portraits de la même époque. Elle n'exclut pas qu'il s'agisse de sa fille Francisca et qu'avec le portrait d'une enfant, peut être sa nièce, ce fût une des toiles qu'il conserva jusqu'à sa mort et qui furent citées avec un autoportrait inachevé dans les inventaires de ses biens.